# Mike Hoare

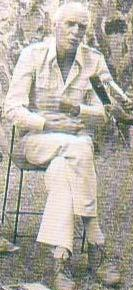
Mike Hoare (1981)

Thomas Michael Hoare (* 1919 in Kalkutta, Britisch-Indien; † 2. Februar 2020 in Durban, Südafrika), Spitzname Mad Mike, war ein irischer Offizier, Söldner und Autor. Den Spitznamen Mad Mike verdankte Hoare angeblich einem Radiosender der DDR, in dem er einmal der „verrückte Bluthund Hoare“ genannt wurde.

## Leben

### Jugend, Zweiter Weltkrieg und Nachkriegszeit
Hoare wurde 1919 in Indien als Sohn irischer Eltern geboren und besuchte ab dem Alter von 8 Jahren eine Schule in England. Er besaß die irische Staatsbürgerschaft. Nachdem ihm die Aufnahme an der Royal Military Academy Sandhurst verweigert wurde, absolvierte er eine Ausbildung als Buchhalter. Zudem trat er der Territorial Army, dem Reserveheer der britischen Armee, bei. 
Nach Ausbruch des Zweiten Weltkrieges trat er dem aus Freiwilligen gebildeten Reserveinfanterieregiment London Irish Rifles bei, wechselte aufgrund seiner Körpergröße aber bald zur Panzertruppe. Hier wurde er zum Leutnant ernannt und an den Kriegsschauplätzen in Nordafrika, Indien und Burma eingesetzt. Nach sieben Jahren Dienst wurde er mit dem Rang eines Majors entlassen. 
Nach dem Krieg arbeitete er als Wirtschaftsprüfer und wanderte nach Durban in Südafrika aus. Seinen Lebensunterhalt bestritt er unter anderem mit der Organisation von Safaris, dem Handel mit Gebrauchtwagen und als Geschäftsführer des örtlichen Yachtclubs.

### Katanga-Sezession
Hoares erster Söldnereinsatz begann im März 1961 während der Abspaltung der Katanga-Provinz vom Kongo. Er und Alastair Wicks übernahmen je einen Zug der Compagnie Internationale genannten Söldnertruppe, die für die Sezessionisten kämpfte. Die beiden Züge mit 120 Söldnern aus Rhodesien und Südafrika befanden sich noch in der Ausbildung, als UN-Truppen die restlichen Söldner gefangen nahmen. Hoare bildete das 4. Kommando aus beiden Zügen, Wicks wurde sein Stellvertreter. Ihre erste Mission bestand darin, eine Kolonne aus 50 Lkw über 1350 Kilometer von Elisabethville nach Nyunzu zu eskortieren, wo sie am 6. Mai ankamen. Nachdem die malaysischen UN-Truppen dort versuchten, die Söldner festzusetzen, um sie auszuweisen, entzog sich Hoare mit dem Großteil seines Kommandos der Gefangennahme. Nach vier Tagen Fußmarsch durch den Dschungel erreichten sie Niemba. Zwei seiner Männer wurden nach der Flucht vermisst. Vermutlich wurden sie von aufständischen Baluba zu Tode gefoltert. Mit dem Vater eines dieser Männer unternahm er eine mehrwöchige Such- und Strafaktion in Ost-Katanga, an deren Ende er das aus mehr als 500 Hütten bestehende Dorf Kalamata niederbrennen ließ. Das 4. Kommando wurde aufgelöst, die Mitglieder sollten auf Garnisonen der Gendarmerie an der Südgrenze verteilt werden. Unzufrieden mit ihrer neuen Aufgabe, verließen Hoare und viele andere Söldner Katanga im September 1961. Hoare kehrte nach Durban zurück.

### Simba-Rebellion im Kongo

#### Im Auftrag der kongolesischen Regierung

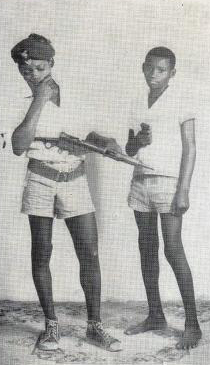
Zwei Kindersoldaten der Simbas mit Maschinenpistole

Karte des Kongo mit den wichtigsten Orten, rot markiert ist die größte Ausbreitung der Simba-Rebellion

Nach Ausbruch der Simba-Rebellion traf Hoare im Juli 1964 in Léopoldville ein. Zusammen mit seinem Stellvertreter Alastair Wicks und Jeremy Puren, der die Luftstreitkräfte Katangas kommandiert hatte, erhielt Hoare von Moïse Tschombé den Auftrag, eine große Zahl Söldner zur Niederschlagung des Aufstandes zu rekrutieren. Die Soldaten der regulären Armee (Armée Nationale Congolaise – ANC) hatten sich im Kampf gegen die Simbas unfähig gezeigt und waren häufig übergelaufen oder in Panik vor ihrem Gegner geflohen. Oberst Mobutu, der Stabschef der kongolesischen Armee, gab Hoare den Befehl zur Wiedereroberung eines Großteils der von den Rebellen eroberten Gebiete, besonders von Stanleyville. Hoare schickte zwei Offiziere nach Salisbury und Johannesburg, die dort Rekrutierungsbüros einrichteten und mit Zeitungsanzeigen um Rekruten warben.

#### Das Scheitern derOperation Watch Chain
Die erste Gruppe von 38 Söldnern traf am 21. August in Kamina ein. Rund 30 von ihnen wurden von Hoare für seine Einheit rekrutiert, die er in drei Züge unterteilte. Einer der Zugführer war der bald als Kongo-Müller bekannt werdende Deutsche Siegfried Müller. Um gegenüber der kongolesischen Regierung einen schnellen Erfolg vorweisen zu können, beschloss Mike Hoare, bereits einen Tag später in einem Operation Watch Chain getauften Unternehmen gegen Albertville vorzugehen und die dort von Rebellen gefangen gehaltenen ausländischen Geiseln zu befreien. Der Angriff in drei Sturmbooten über den Tanganjikasee scheiterte. Die beiden deutschen Söldner Bernd Köhlert und Walter Nestler starben, sieben Söldner wurden verwundet. Als Folge des Desasters erreichte der Leiter der belgischen Militärmission, Colonel Frederic Vandewalle, dass Hoares Einheit seinem Kommando unterstellt wurde. Hoare zog aus dem Fehlschlag die Schlussfolgerung, dass künftigen Operationen eine fundierte Ausbildung der Söldner vorausgehen müsse.

#### Das5. Kommando

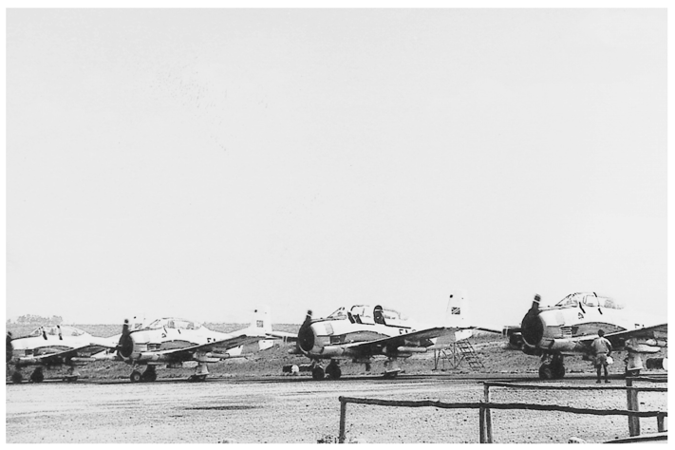
T-28 in Bunia. Die Flugzeuge wurden ebenfalls von Söldnern geflogen und unterstützten das 5. Kommando mit Luftangriffen.

Entsprechend baute er auf dem ehemaligen belgischen Militärstützpunkt Kamina die Basis seiner 5. Kommando genannten Einheit auf. Die in der Zeit von Hoares Befehlsgewalt 200 bis 300 Mann umfassende Einheit war in sieben (später acht) Züge unterteilt, die mit fortlaufenden zweistelligen Nummern bezeichnet wurden, beginnend mit dem 51. Kommando. Im ersten Jahr des Bestehens durchliefen rund 2000 Männer den Dienst im 5. Kommando. Laut Hoare hatten 85 Prozent der von ihm akzeptierten Freiwilligen zuvor eine militärische Ausbildung absolviert, fünf Prozent keinerlei militärische Vorbildung und zehn Prozent kamen direkt aus dem Dienst als Zeit- oder Berufssoldaten. Aufgrund der unterschiedlichen Qualifikationen fand in Kamina eine gründliche militärische Ausbildung statt. Hoares Vorbild bei Ausbildung und Organisation war die britische Armee. Offiziere waren mit Sir anzusprechen, tägliches Rasieren war Pflicht. Damit unterschied sich das 5. Kommando in Auftreten und Erscheinung deutlich von Jean Schrammes 6. Kommando, dessen zumeist belgische Angehörige Bärte und Fantasieuniformen trugen. Anders als in Schrammes Einheit, in der Schwarze und Weiße eng zusammenarbeiteten, praktizierte Hoare im 5. Kommando die Apartheid, in seiner Einheit waren nur Weiße zugelassen. Bewaffnung (jeder Söldner erhielt ein automatisches Gewehr vom Typ FN FAL) und Ausrüstung kamen aus Belgien, die Fahrzeuge aus den USA. Die CIA finanzierte die Einheit und versorgte sie mit nachrichtendienstlichen Informationen.
Die Gefechtstaktik des Überraschungsangriffs mit großer Feuerkraft war bereits während der Katanga-Sezession entwickelt worden. Die Söldner fuhren in ihren Jeeps mit hoher Geschwindigkeit (60–70 km/h) auf feindliche Kolonnen oder Dörfer zu und beschossen sie mit Sturmgewehren und Maschinengewehren. Dabei kam es weniger auf Treffergenauigkeit als auf den dabei verursachten Lärm an, der die Simbas in Panik versetzte. Bei einigen Gelegenheiten wurden die Fahrzeugkolonnen von ein oder zwei Spähpanzern des Typs Ferret und M8 Greyhound angeführt, um die Feuerkraft zu erhöhen. Die Kommandos waren bei ihren Vorstößen auf die wenigen Straßen angewiesen. Begleitet wurden sie von Einheiten der ANC auf Lkw, die die rückeroberten Gebiete sichern sollten. Zudem bedienten einheimische Soldaten die schweren Mörser und stellten die Pioniereinheiten mit Brückengerät zum Überqueren der Flüsse. Wegen des großen Munitions- und Treibstoffbedarfs waren die Kolonnen auf die Versorgung aus der Luft angewiesen. Dazu nutzten sie die über den Kongo verteilten Landeplätze, die häufig erst von Sprengfallen geräumt werden mussten.
Zur Unterstützung der Söldner hatte die US Air Force vier Transportflugzeuge vom Typ Lockheed C-130 abkommandiert. Sie ermöglichten es, die Züge des 5. Kommandos über die riesigen Entfernungen an ihre Einsatzorte zu verlegen. Bei seinen Operationen arbeitete das 5. Kommando eng mit den Luftstreitkräften zusammen. Sie bestanden aus North American T-6, Douglas B-26 und North American T-28, die von südafrikanischen, europäischen und exilkubanischen Piloten geflogen wurden.

#### Eroberung von Stanleyville

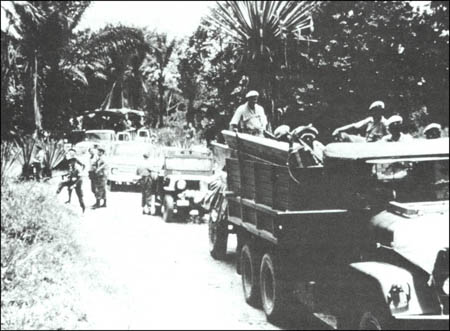
Das 5. Kommando auf dem Lkw-Marsch nach Stanleyville

Der erste Auftrag von Oberst Vandewalle für das 5. Kommando lautete auf Rückeroberung von Stanleyville und Befreiung der dortigen Geiseln. Zunächst wurden einzelne Züge in den Norden, Nordosten und Nordwesten des Kongo geflogen, um dort wichtige Orte und Straßenverbindungen zu besetzen und dann auf Stanleyville zu marschieren. Die Hauptkolonne begann am 1. November 1964 ihren Marsch in Kongolo mit 300 Söldnern und belgischen Soldaten, 300 ANC-Soldaten sowie Stammeskriegern, transportiert auf mehr als 200 Fahrzeugen. Nach sieben Tagen erreichte die Kolonne Kindu, wo sie 250 europäische Geiseln aus den Händen der völlig überraschten Simbas befreite. Am Abend vor dem Absprung der belgischen Fallschirmjäger über Stanleyville (Operation Dragon Rouge) erhielt Hoares Kolonne den Befehl, am frühen Morgen die Stadt anzugreifen, so dass Söldner und Fallschirmjäger gleichzeitig gegen die Simbas vorgehen konnten. Beim nächtlichen Vorrücken geriet die Kolonne mehrfach in Hinterhalte, mehrere Söldner wurden getötet oder wie Hans von Lieres schwer verwundet. Hoare unterbrach daraufhin den Marsch bis zum Morgengrauen. Seine Kolonne traf am 24. November 1964 zweieinhalb Stunden nach den Fallschirmjägern in Stanleyville ein und beteiligte sich an der Vertreibung der Aufständischen aus dem Stadtgebiet. Die Kolonne hatte in drei Wochen ca. 1500 km zurückgelegt.
In den folgenden Tagen plünderten Söldner die Häuser und Geschäfte der evakuierten oder verschleppten Belgier und sprengten die Banktresore auf. Hoare hatte zuvor angekündigt, Plünderer mit dem Tod zu bestrafen. Er resignierte aber angesichts des Verhaltens der kongolesischen Armeesoldaten, die sofort nach dem Einmarsch mit Plünderungen und Morden an der schwarzen Bevölkerung begonnen hatten, und ließ die Angehörigen des 5. Kommandos gewähren: „Ich war gezwungen anzunehmen, dass meine Männer die Safes aufsprengten, um nachzusehen, ob sich darin Rebellen versteckten.“. Das 5. Kommando wurde in der Folgezeit mit Patrouillen am linken Ufer des Kongo nordöstlich von Stanleyville eingesetzt, um verschleppte Geiseln zu befreien. Dabei waren sie nur teilweise erfolgreich. So befahl Hoare bereits einen Tag nach der Einnahme von Stanleyville einen Vorstoß auf das gegenüberliegende Kongo-Ufer. Die Patrouille kam mit den geborgenen Leichen von 32 ermordeten Missionaren zurück. Die Orte Wamba und Paulis eroberte das 5. Kommando von den Rebellen zurück. In Paulis befreite das 52. Kommando mehr als 100 Missionare aus der Geiselhaft bei den Rebellen. Diese Operationen dauerten bis zum Jahresende 1964 an. Währenddessen wurden in Johannesburg 150 Freiwillige angeworben, um die große Zahl an Gefallenen, Verwundeten und Deserteuren während des Stanleyville-Feldzuges zu ersetzen.

#### Wachsender Widerstand der Rebellen
Zum Jahresende 1964 schien die Simba-Rebellion weitgehend niedergeschlagen zu sein. Allerdings hielten die Aufständischen immer noch große Teile des nordöstlichen Kongo. Zudem verbesserten die Simbas ihre Bewaffnung und Taktik. Waren sie zuvor mit Speeren und wenigen Mauser-Gewehren bewaffnet und hatten sich bei Angriffen unter Drogeneinfluss auf ihre Zauberkräfte verlassen, so besaßen sie nun moderne Waffen und wendeten klassische Infanterietaktiken an. Gegen feindliche Fahrzeuge legten die Simbas sogenannte Elefantenfallen an. Das waren mehrere Meter tiefe und geräumige getarnte Gruben, deren Boden mit angespitzten Baumstämmen gespickt waren. Das führte zu steigenden Verlusten des 5. Kommandos. Beim gescheiterten Angriff auf Niangara verloren zwei Söldner ihr Leben, sieben wurden verwundet. In einem Hinterhalt bei Bafwasende starben rund 15 Männer einer von Siegfried Müller geführten Kolonne, davon drei Söldner. Zwölf weitere wurden verwundet. Die Hälfte der rund vierzig Fahrzeuge wurde zerstört.

#### Operationen White GiantundViolettes Imperialesim Norden des Kongo
Hoare hatte vor, seinen Halbjahresvertrag nicht mehr zu verlängern, ließ sich aber von Mobutu umstimmen, der ihm unter anderem eine eigene Sanitätsabteilung für das 5. Kommando und eine zuverlässigere Soldzahlung versprach. Mobutu beförderte zudem Hoare zum Oberstleutnant. Bis auf zehn Mann verlängerten die Angehörigen des 5. Kommandos ihre Verträge nicht, so dass die Einheit in Kamina komplett neu aufgestellt wurde. Das Niveau der Freiwilligen war so niedrig, dass Hoare die Hälfte der Neuankömmlinge wieder nach Hause schickte. Wegen ausbleibender Soldzahlungen musste Hoare im Februar in Kamina eine Meuterei niederwerfen, wegen der er 20 bis 30 Männer aus der Einheit warf.
Der neue Auftrag von Mobutu lautete, die Simbarebellen im Nordosten von ihren Nachschubverbindungen in den Sudan und Uganda abzuschneiden. Die Aufständischen erhielten von dort nicht nur sowjetische und chinesische Waffen, sondern nutzten die Nachbarländer auch als Rückzugsräume. Hoare nannte seinen Feldzug Operation White Giant. Er begann am 15. März mit dem Marsch von Bunia und stieß entlang der ugandischen und sudanesischen Grenze vor. Sein Verband bestand aus dem 5. Kommando mit 300 Söldnern und dem 14. Kommando mit 700 schwarzen Afrikanern, von denen die meisten aus Katanga stammten. In weniger als drei Wochen stieß die Truppe bis Niangara vor. Ende April verfolgte Hoares Offizier John Peters mit seinem Kommando eine Rebellengruppe 40 km weit in den Sudan, tötete 80 der Aufständischen und brannte ihr Lager nieder. Als Folge dieser Demütigung beendete die sudanesische Regierung ihre Unterstützung für die Rebellen. Auf ihrem Weg erbeutete das 5. Kommando ein von der Sowjetunion ausgestattetes Feldlazarett und Vorräte an eindeutig von der ugandischen Armee stammenden Waffen.
Niangara war der Ausgangspunkt für die vom belgischen Stab geplante Operation Violettes Imperiales. Das 5. Kommando begann am 29. Mai mit 110 Mann und begleitet von Brückenpionieren seinen 1000-km-Marsch nach Westen entlang der Nordgrenze des Kongo. Der Auftrag lautete, die dortigen Rebellen einzukreisen, Geiseln zu befreien und die Straßen für den Verkehr sicher zu machen. Bereits am 3. Juni trafen die Einheiten an ihrem Endpunkt Buta ein. Allerdings konnten die Söldner unterwegs nur einen Teil der Geiseln retten.

#### Amphibische Operation über den Tanganjikasee

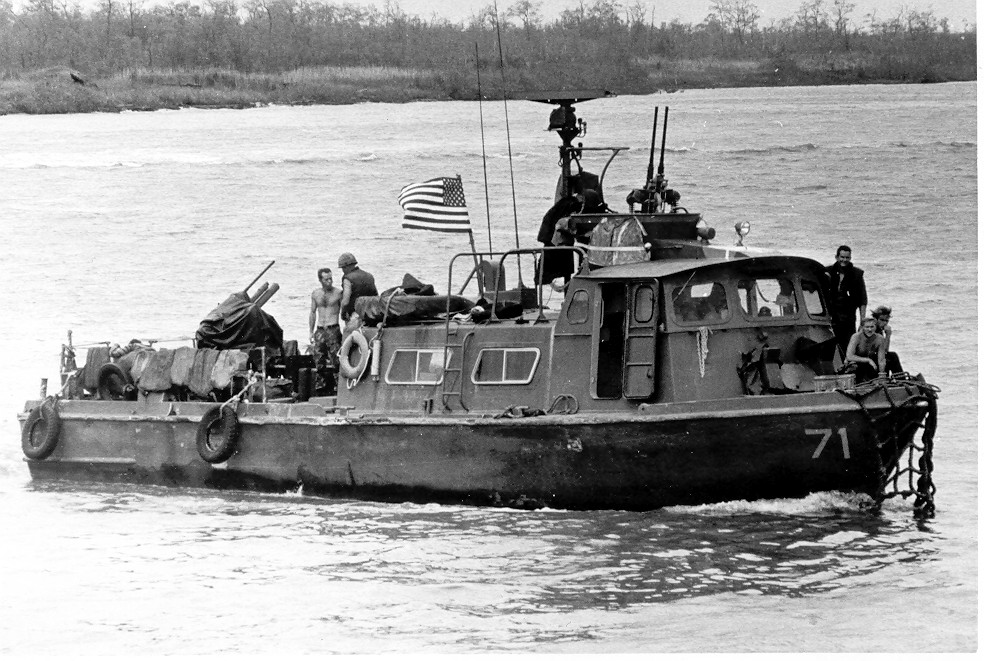
Ein US-Patrouillenboot in Vietnam. Boote des gleichen Typs lieferte die CIA an das 5. Kommando

Mit dem Erfolg dieses Feldzugs blieb den Rebellen nur noch das Gebiet um den heutigen Territorium Fizi am Tanganjikasee. Obwohl er sich physisch und psychisch erschöpft fühlte, verlängerte Hoare seinen Vertrag zum zweiten Mal, um nach einem vierwöchigen Urlaub die Eroberung dieses Gebietes zu übernehmen. Der Angriff mit dem Codenamen Operation Bazi begann am 27. September 1965 mit 350 Söldnern und mehr als 3000 Soldaten der Armée Nationale Congolaise (ANC). Ein Teil des 5. Kommandos griff aus dem Südwesten an, eine zweite Kolonne von Süden über Uvira. Eine dritte Gruppe attackierte in einer amphibischen Landung über den Tanganjika-See die Hafenstadt Baraka, eng unterstützt von den Luftstreitkräften. Seit dem Frühjahr hatte die CIA eine Flottille von elf Patrouillen- und Schnellbooten und einem als Kanonenboot umgebauten Frachter aufgestellt. Sie wurden von Hoare kommandiert und seinen Söldnern bemannt. Sie schränkte den Waffenschmuggel von Tansania in das Aufstandsgebiet empfindlich ein. Diese Fahrzeuge nutzte Hoare nun als Landungsboote.
Das 5. Kommando traf bei dieser Operation auf den härtesten Widerstand während der Simba-Rebellion. Das Vorgehen der Aufständischen gegen die Landungstruppen in Baraka glich jener von regulären Armeeeinheiten. Ursache war die Unterstützung durch kubanische Militärberater. Hoares Landungstruppen gruben sich in Baraka ein und verteidigten ihren Brückenkopf zehn Tage lang, bis Verstärkungen eintrafen. Es dauerte noch eine Woche, bis die Stadt von Rebellen frei war. Das 5. Kommando verlor bei den Kämpfen um Baraka elf Mann, eine ungewöhnlich hohe Zahl im Vergleich zu seinen bisherigen Operationen. Nachdem am 10. Oktober die Söldner Fizi eingenommen hatten, zogen sich die Aufständischen in die Berge zurück, wo sie den Guerillakrieg fortsetzten. Mit der Einnahme Barakas wurde die Versorgung der Rebellen aus Tansania zumindest zeitweise unterbunden.

#### Abschied vom Kongo und Segeltörn im Mittelmeer
Am 9. Dezember 1965 verließ Mike Hoare den Kongo, kurz zuvor hatte er noch die Gräber der ersten unter seinem Kommando gefallenen Söldner, Bernd Köhlert und Walter Nestler, in Albertville besucht. Anders als viele andere Söldner war Hoare durch sein Kongo-Engagement wohlhabend geworden – aber weniger durch den Regierungssold als durch Verträge mit Zeitungen, die seine Erlebnisse vermarkteten. Hoare kaufte sich von dem Geld ein Segelboot und befuhr mit seiner Familie drei Jahre lang das Mittelmeer, bevor er sich im südafrikanischen Pietermaritzburg niederließ.

### Biafra-Krieg
Zu Beginn des Krieges im Jahr 1967 reiste Hoare zunächst nach Biafra, dann nach Nigeria und bot den nigerianischen Streitkräften sowie den Streitkräfte Biafras seine Dienste an. Da sich in dieser Zeit beide Kriegsparteien gegenseitig beschuldigten, weiße Söldner einzusetzen, schlugen sie die Angebote Hoares aus, um sich keine politische Blöße zu geben. Am 1. Dezember veröffentlichte die Times auf ihrer Titelseite einen Artikel von Hoare, in dem dieser vor dem Einsatz von Söldnern warnte, da dies zu einer weiteren Eskalation des Krieges mit dem Einsatz sowjetischer und kubanischer Truppen führen könne. Damit stellte er sich gegen seine beiden Offiziere beim 5. Kommando, Alastair Wicks und John Peters, die auf Seiten Nigerias bzw. Biafras Söldner anheuerten.

### Angola
Ende des Jahres 1974 wurde Hoare von einem portugiesischen Offizier kontaktiert, der um die Vermittlung von rund 100 Söldnern bat, um Angola nach dem langjährigen Portugiesischen Kolonialkrieg für die westliche Einflusssphäre zu sichern. Die portugiesische Kolonie ging ihrer Unabhängigkeit entgegen, im Land entbrannte während des Entkolonisierungskonflikts ein Machtkampf zwischen den von USA und Südafrika beeinflussten Befreiungsbewegungen FNLA und Unita und der sowjetisch beeinflussten MPLA. Während des gesamten Jahres 1975 hielt Hoare 500 Freiwillige in Bereitschaft, die willens waren, in Angola als Söldner zu kämpfen. Mit dem Ausbruch des angolanischen Bürgerkrieges hoffte Hoare immer stärker auf eine Finanzierung durch die CIA, die aber ausblieb. Als die CIA-Residentur in Pretoria ihm endgültig absagte, beendete Hoare seine hiesigen Absichten. Die FNLA rekrutierte stattdessen mit finanzieller Hilfe der CIA britische Söldner unter der Führung von Kostas Georgiou. Ihr Einsatz endete in einem kompletten Desaster, bei dem Georgiou 14 angebliche Deserteure erschoss, bevor er und vier weitere Söldner von der angolanischen Regierung hingerichtet wurden.

### Berater beim FilmDie Wildgänse kommen
Mike Hoare fungierte als Berater für den britischen Spielfilm Die Wildgänse kommen, der 1978 ein großer Kinoerfolg wurde. Der größte Teil der Dreharbeiten fand in Südafrika statt. Der Film beruhte auf dem Roman The thin white line des Rhodesiers David Carney aus dem Jahr 1977. Carney hatte sich für seine Geschichte über eine Söldnertruppe, die sich aus einem fiktiven afrikanischen Land herauskämpfen muss, nachdem sie von ihrem Auftraggeber verraten worden war, das 5. Kommando zum Vorbild genommen. Die Hauptfigur des Films, der von Richard Burton gespielte Söldner-Offizier Allen Faulkner, wurde in Anlehnung an Mike Hoare gestaltet. Eine der Nebenrollen wurde von Ian Yule gespielt, einem Südafrikaner, der als Söldner im Kongo gekämpft hatte. Er stellte den Kontakt zu Hoare her, der wiederum Yule zu seinem persönlichen Assistenten ernannte. Laut dem Schauspieler John Kani behandelte Hoare die Darsteller wie Rekruten. So schrie er Kani an, weil dieser sich weiter als eine Armlänge von seinem Gewehr entfernt hatte.

### Seychellen

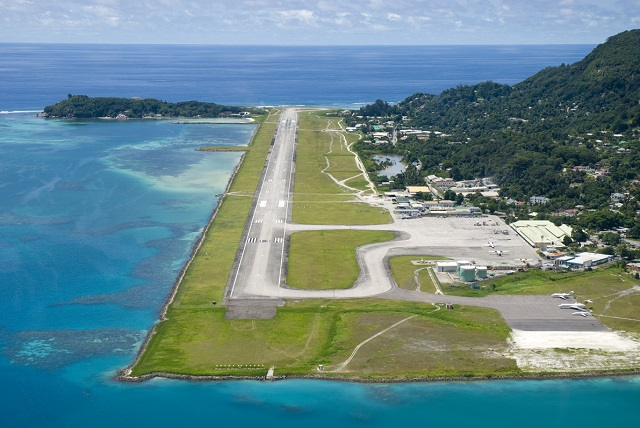
Flughafen von Mahé. Hier scheiterte der Putschversuch von Hoare.

Bereits in den 1950er Jahren hatte sich Hoare auf den Seychellen aufgehalten. Er hatte sich eine 16-mm-Filmkamera gekauft und wollte mit ihr einen Dokumentarfilm über die Inseln drehen. Das Projekt scheiterte.
Nach dem Putsch von 1977, bei dem France-Albert René den gewählten Präsidenten James Mancham stürzte, entwickelte Hoare Pläne für eine militärische Operation, die Mancham wieder an die Macht bringen sollte. Möglicherweise war ihm dabei der Staatsstreich auf den Komoren durch Bob Denard Ansporn und Vorbild, der in Katanga und im Kongo zusammen mit Jean Schramme und Hoare zu den wichtigsten Söldnerführern gehört hatte. Hoare sammelte Geld für Unternehmen bei seychellischen Exilorganisationen, erhielt aber keine finanzielle Unterstützung durch Staaten wie die USA oder Südafrika. Hoares Plan sah vor, dass seine Söldnertruppe als Touristen auf die Hauptinsel Mahé einreisen sollten, die staatliche Infrastruktur besetzen, um Mancham und anderen Exilpolitikern die Gründung einer neuen Regierung zu ermöglichen. Dann wollten die Söldner wieder unter ihre Tarnung als Touristen zurückschlüpfen und unbemerkt das Land verlassen. Das Unternehmen sollte während einer Auslandsreise von Präsident France-Albert René stattfinden, sodass dessen Leben geschont werden konnte.
Im Juni 1981 flog Hoare auf die Seychellen, um einen Eindruck von den Streitkräften und der Lage wichtiger Einrichtungen wie Präsidentenpalast und Flughafen zu bekommen. Begleitet wurde er von Tullio Moneta, einem Schauspieler, den Hoare bei den Dreharbeiten zu Die Wildgänse kommen kennengelernt hatte und den er zu seinem Stellvertreter bei der bevorstehenden Operation ernannt hatte. Im Oktober lieferte der südafrikanische Militärgeheimdienst rumänische PM Md. 1963-Sturmgewehre, RPG-Panzerbüchsen und chinesische Handgranaten bei Hoares Wohnhaus ab, aus denen dieser die Bewaffnung seiner Söldnergruppe zusammenstellte.
Unter den 53 Personen, die er für den Putschversuch ausgesucht hatte, befanden sich einige Mitglieder südafrikanischer Spezialeinheiten (Recces), mehrere ehemalige rhodesische Soldaten, die nach dem Ende der Apartheid in ihrem Land nach Südafrika gezogen waren, und ehemalige Kongo-Söldner. Dazu zählte Jeremy Puren, mit dem Hoare während der Simba-Rebellion zusammengearbeitet hatte und ein deutschstämmiger Söldner namens Kurt-Georg Priefert, der schon im Kongo gedient hatte.
Am 31. Oktober 1981 traf das dreiköpfige Vorauskommando der Söldner auf den Seychellen ein. Darunter waren Bob Sims, der Schwager von Mike Hoare, und seine mutmaßliche Freundin Susan Ingle. Sie schmuggelten zwei AK-47 mit jeweils zwei Magazinen ein. Wie bei allen weiteren Söldnern waren die Waffen und die Munition im doppelten Boden einer Tasche für Cricket-Schläger untergebracht. Die dritte Person kehrte nach einer Woche nach Südafrika zurück, während Sims und Ingle auf den Haupttrupp warteten. Am 14. November reiste der BOSS-Agent Martin Dolincheck ein, der für Hoare Aufklärungs-Aufgaben übernahm. Am 21. und 22. November gelang sechs weiteren Söldnern die Einreise.
Am 25. November erreichte die Hauptgruppe der Söldner den Flughafen auf Mahé. Um keinen Verdacht gegen die große Gruppe körperlich fitter Männer aufkommen zu lassen, tarnten sie sich gemäß Hoares Idee als Biertrinker-Club mit dem Namen Ancient Order of Frothblowers (dt.: Alter Orden der Bierschaumbläser). Die vorher eingeschleusten Männer waren zum Abholen eingetroffen. Die militärische Auseinandersetzung wurde unerwartet eingeleitet, als der Söldner Kevin aus unerklärlichen Gründen zu dem "Zu verzollen"-Schalter ging und sein Gepäck durchsucht wurde. Eine Polizistin entdeckte die AK-47, hielt sie aber für eine auf den Seychellen verbotene Harpune und wollte sie gegen Quittung beschlagnahmen. Erst ihr Kollege erkannte das Sturmgewehr. In der Folge lieferten sich die Söldner einen kurzen Schusswechsel mit der Polizei, bevor sie sich im Flughafengebäude verschanzten. Dabei wurde ein Zöllner verwundet, ebenso ein Söldner durch Eigenbeschuss. Der Flughafen wurde aus der Nähe des Präsidentenpalastes mit einem rückstoßfreien Geschütz beschossen.
Aufgrund eines Missverständnisses gab ein Söldner einer Maschine der Air India aus dem Tower die Landeerlaubnis für Mahé. Das konnte auch nicht mehr korrigiert werden, da die Maschine für einen erneuten Steig- und Weiterflug nicht mehr genug Kerosin an Bord hatte. Des Weiteren war am Ende des Rollfeldes eine Kompanie tansanischer Soldaten in Stellung gegangen, die den Flughafen unter Feuer nahm. Die Mehrheit der Söldner war sich sicher, den Putsch noch erfolgreich durchführen zu können (unter anderem Priefert). Der nicht unerhebliche Rest wollte jedoch den Einsatz abbrechen. Als einziger Ausweg blieb die inzwischen gelandete Air-India-Maschine.
45 Söldner entkamen an Bord des Flugzeugs (Air India Boeing Flight 224), das sich gerade auf der Start- und Landebahn befand und von ihnen entführt wurde. Ein Söldner starb während des Gefechtes. Fünf Söldner, eine Komplizin und Martin Dolinchek (alias Anton Lubic), ein früherer BOSS-Agent, wurden zurückgelassen. Die Söldner nahmen einige Geiseln, die später unverletzt freigelassen wurden. Ein Polizeioffizier wurde verwundet und ein Unterleutnant der Armee, David Antat, wurde getötet.
Die Regierung der Seychellen nahm die sieben zurückgelassenen Eindringlinge fest (sechs Männer und eine Frau) und brachte sie vor Gericht (Juni–Juli 1982). Die Anklage gegen die Frau wurde fallengelassen. Vier der sechs Männer wurden zum Tode verurteilt (Brooks, Carey, England und Puren), Dolinchek wurde zu 20 Jahren Haft verurteilt und Sims zu 10 Jahren. 1983 wurden sie schließlich nach Verhandlungen alle zurück nach Südafrika geschickt. Im Januar 1982 untersuchte ein vom UN-Sicherheitsrat beauftragtes Internationales Komitee diesen Söldnerangriff.
Der Bericht des Sicherheitsrates vom Juni 1982 stellte fest, dass der National Intelligence Service Südafrikas an dem versuchten Staatsstreich beteiligt war, einschließlich der Unterstützung mit Waffen und Munition aus Quellen der South African Defence Force für diese Gruppe. Ferner waren Mitglieder des südafrikanischen 2nd Reconnaissance Commando an der Aktion Hoares beteiligt. Vor der Wahrheits- und Versöhnungskommission nahm der vormalige Außenminister Pik Botha unter Bezug auf den UN-Bericht Stellung. Dabei erklärte er, dass von dieser Operation weder das damalige Kabinett unter Pieter Willem Botha noch der State Security Council offiziell Kenntnis hatte und sie wegen der erfolgten Aufnahme der Flugzeugentführer als höchst nachteilig für das Ansehen des Landes angesehen wurde.
Hoare und seine Söldner wurden nach ihrer Rückkehr am 10. März 1982 vor dem Natal Supreme Court angeklagt, jedoch nicht für einen Putschversuch in einem anderen Land, sondern aufgrund von Verstößen gegen Südafrikas Gesetz betreffend Zivilluftfahrt aus dem Jahre 1972. Konkret hatten einige Söldner entgegen Hoares Anweisungen Waffen mit an Bord genommen. Als Grund gaben sie an, dass man bei einem Fehlstart den auf die Maschine feuernden tansanischen Einheiten nicht unbewaffnet in die Hände fallen wollte. Hoare verteidigte sich gegen Ende des Verfahrens selbst.
Hoare erhielt zehn Jahre Freiheitsstrafe, Peter Duffy, Mike Webb, Tullio Moneta und Pieter Doorewaard (wahrscheinlich der Erfahrenste der Recce-Reservisten) wurden zu fünf Jahren verurteilt, Charles Goatley zu zweieinhalb Jahren und Ken Dalgliesh zu einem Jahr. Die südafrikanische Regierung eröffnete Verhandlungen für die Rückkehr der sechs auf den Seychellen inhaftierten Männer. Sie zahlte ein Lösegeld von 3 Millionen US-$ an Präsident René und verbesserte nachhaltig die Verständigung mit ihm.

## Persönlichkeit
Den Guardian-Korrespondenten Anthony Mockler erinnerte Hoare bei einer Begegnung Ende 1964 an „einen britischen Offizier aus einem guten Regiment, möglicherweise noch höflicher und zuvorkommender als die meisten Angehörigen dieser Klasse.“ Der deutsche Journalist Hans Germani, der selbst als Offizier im 5. Kommando diente, schätzte Hoare ähnlich ein: „Ein echter britischer Offizier in Haltung und Benehmen, aber auch ein Ire in seiner immer wieder durchbrechenden Sentimentalität und in seinem Kampfgeist.“ Die Washington Post zeigte sich beeindruckt vom „intelligenten, Gedichte lesenden Oberst Mike Hoare“.
Als Staatsanwalt Rees während des Prozesses wegen Luftpiraterie Hoare vorwarf, er sei ein „vollkommener, aber überzeugender Lügner“, antwortete Hoare, dass sich Rees dies nur im Schutze des Gerichts traue und sie zusammen nach draußen gehen sollten, um die Sache „unter Gentlemen zu regeln.“
Hoare begründete seine Söldner-Aktivitäten im Kongo mit der angeblichen Überlegenheit der Weißen gegenüber den schwarzen Afrikanern: „Wir haben hier eine große Mission. Seit Jahren sind die Afrikaner gewöhnt, daß man mit dem weißen Mann machen kann, was man will, daß man ihn treten und bespucken kann (…). Wir zeigen ihnen, daß es ein gefährlicher Sport sein kann, Europäer herauszufordern und Europäer ermorden zu wollen. Wir zeigen ihnen aber auch, daß der weiße Mann wieder Ruhe, Ordnung und Gerechtigkeit bringt.“ Um die Kongolesen von ihrer angeblichen Anfälligkeit für die kommunistische Ideologie zu befreien, sollte das Bibelstudium fester Teil der Schulbildung werden.

## Tätigkeit als Autor
Mike Hoare hat sieben Bücher veröffentlicht:
- Congo Mercenary erschien 1967 und gibt die Erinnerungen Hoares an seine Zeit als Befehlshaber des 5. Kommandos wieder. Der Guardian-Korrespondent Anthony Mockler kritisierte, dass das Buch "die Krise und die düstere Seite der Söldner-Aktivitäten eher oberflächlich behandelt. Gleichzeitig unschätzbar als einzige Darstellung eines Söldnerführers zu seinen eigenen Handlungen."
- Three Years with Sylvia von 1977 schildert die dreijährige Fahrt mit seiner Familie auf einem Segelschiff im Mittelmeer[64].
- In The Seychelles Affaires aus dem Jahr 1986 erklärt Hoare seine Sicht der Dinge auf den gescheiterten Putsch auf den Seychellen.
- The Road to Kalamata. A Congo Mercenary's Personal Memoir erschien 1989. Hoare schreibt darin über den schwierigen Geleitschutz für einen Lkw-Konvoi und die Suchaktion nach zwei verschwundenen Angehörigen seiner Einheit.
- Congo Warriors von 1991 schildert Anekdoten von Hoares Einsätzen während der Katanga-Sezession und der Simba-Rebellion.
- Mike Hoare's Adventures in Africa von 2010 enthält Texte über seine Reisen und Expeditionen in Afrika als Zivilist und über Erlebnisse als Segler[65].
- The Last Days of the Cathars erschien 2012 als E-Book und beschäftigt sich mit der Glaubensrichtung der Katharer im Mittelalter.

## Familienleben

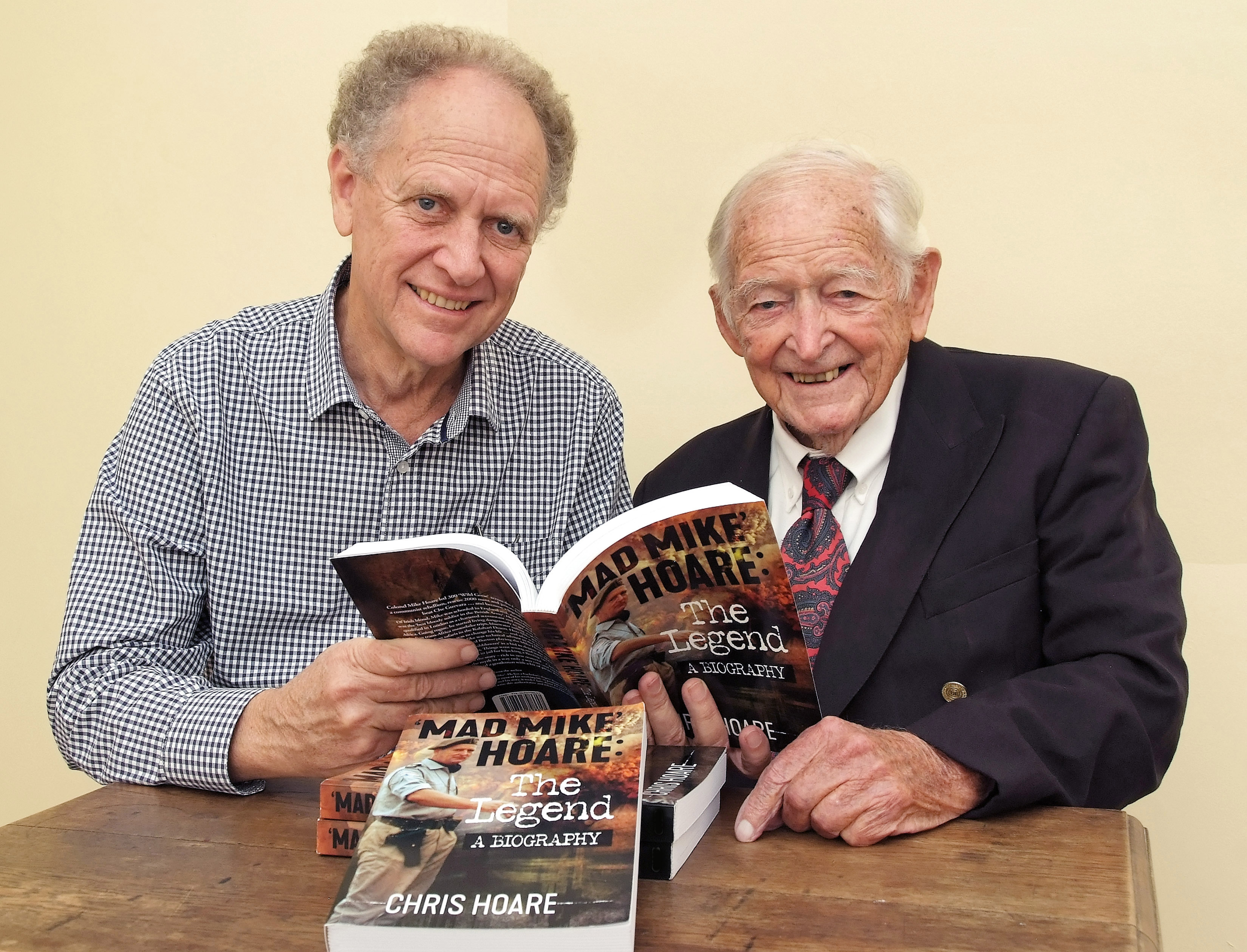
Mike Hoare (r.) mit seinem Sohn Chris im Juni 2018.

Hoare war zweimal verheiratet: Nach seiner Auswanderung nach Südafrika heiratete er zum ersten Mal und wurde Vater von drei Söhnen. Vor dem Einstieg in die Söldnerkarriere in Katanga trennte er sich von seiner Frau und freundete sich mit Stewardess Phyllis Simms an, die er während seiner Zeit als Kommandeur des 5. Kommandos heiratete. Mit ihr hatte er zwei Söhne. Nach seiner Entlassung aus dem Gefängnis pilgerte er zusammen mit zwei Söhnen auf dem Jakobsweg von Le Puy nach Santiago de Compostela. In den Jahren 2005 bis 2009 lebte er in der Nähe von Annecy. Nach dem Tod seiner Frau zog er zu seinen Söhnen nach Südafrika.
Seine Nichte war die südafrikanische Romanautorin Bree O’Mara.

## Werke
- Congo mercenary, London: Hale (1987), ISBN 0-7090-4375-9.
- Congo Warriors, London: Hale (1991), ISBN 0-7090-4369-4.
- The road to Kalamata: a Congo mercenary's personal memoir, Lexington, Mass.: Lexington Books (1989), ISBN 0-669-20716-0.
- The Seychelles affair: Bantham, ISBN 0-593-01122-8.
- Three years with Sylvia, London: Hale, ISBN 0-7091-6194-8.
- Mike Hoare's Adventures in Africa Paladin Press, Boulder/Colorado, 2010, ISBN 978-1-58160-732-1.
- The Last Days of the Cathars, Mike Hoare Books, 2013 (Kindle edition)

## Film
Gualtiero Jacopetti/Franco Prosperi: Africa Addio, Italien 1966. Der Dokumentarfilm zeigt Söldner des 5. Kommandos bei der Eroberung von Stanleyville und Boende.